# مصنف منطقي فلسفي
مصنف منطقي فلسفي (بالإنجليزية: The Tractatus Logico-Philosophicus)‏ (يُختصر على نطاق واسع ويُشار إليه باسم TLP) هو العمل الفلسفي الوحيد الذي نشره الفيلسوف النمساوي لودفيج فيتجنشتاين والذي نُشر خلال حياته. اعترف الفلاسفة بأنه عمل فلسفي مهم في القرن العشرين. هدف المشروع كان كبيراً بتحديد العلاقة بين اللغة والواقع وتحديد حدود العلم. نُشر العمل باللغة الألمانية عام 1921 تحت عنوان رسالة منطقية فلسفية (بالألمانية: Logisch-Philosophische Abhandlung)، وتُرجم للإنكليزية ونُشر عام 1922 حيث جمل عنواناً لاتينياً اقترحه جورج إدوارد مور تقديراً باروخ سبينوزا مؤلف كتاب مصنف تكنولوجي سياسي (بالإنجليزية: Tractatus Theologico-Politicus)‏.
كتب فتغنشتاين الملاحظات الخاصة بالكتاب عندما كان جندياً أثناء الحرب العالمية الأولى وأكملها خلال إجازة عسكرية في صيف عام 1918. كان للعمل تأثير رئيسي بين الفلاسفة الوضعيين المنطقيين لدائرة فيينا مثل رودولف كارناب وفريدريك وايزمان. من خلال العمل قُدم مقال برتراند راسل «فلسفة الذرية المنطقية» على أنه عمل تكوّن من خلال الأفكار التي تعلمها راسل من فيتجنشتاين.
الكتاب مكتوب بأسلوب أدبي صارم وموجز فهو لا يحتوي تقريباً على أي ولكنه يتكون من عبارات أو مقاطع تعريفية يُقصد بها أن تكون بديهية. البيانات مرقمة بشكل هرمي مع سبعة مقترحات أساسية في المستوى الأولي (مرقمة من 1 إلى 7) مع تصميم كل مستوى فرعي ليكون تعليق أو تفصيل للبيان في المستوى الأعلى التالي (على سبيل المثال: 1 - 1.1 - 1.11 - 1.12 - 1.13). إجمالاً يتألف المُصنف من 525 عبارة مرقمة.
بعد نشر الأعمال اللاحقة لفيتجنشتاين -التي نُشرت بعد وفاته- تبين أنّه انتقد العديد من أفكاره في المُصنف خصوصاً في عمل التحقيقات الفلسفية.

## المعلومات الكاملة للمراجع
- Ray Monk, Ludwig Wittgenstein, the Duty of Genius, Jonathan Cape, 1990.